# Бідауррета
Бідауррета, Відауррета (баск. Bidaurreta (офіційна назва), ісп. Vidaurreta) — муніципалітет в Іспанії, у складі автономної спільноти Наварра. Населення — 144 особи (2009).
Муніципалітет розташований на відстані близько 310 км на північний схід від Мадрида, 16 км на захід від Памплони.

## Демографія
Динаміка населення (INE ):

## Галерея зображень

Розташування муніципалітету